# مظفرآباد (کرمان)
مظفرآباد، روستایی است از توابع بخش راین شهرستان کرمان در استان کرمان ایران.

## جمعیت
این روستا در دهستان راین قرار داشته و براساس آخرین سرشماری مرکز آمار ایران که در سال ۱۳۸۵ صورت گرفته، جمعیت آن ۷۱نفر (۲۱خانوار) بوده‌است.